# Ibach (przedsiębiorstwo)
Ibach - fabryka fortepianów. W 1794 r. Johann Adolph Ibach otworzył zakład, w którym jako rzemieślnik produkował pierwsze fortepiany i organy. Drugie pokolenie rodziny Ibach wprowadziło wiele zmian konstrukcyjnych w budowie fortepianów. Po opanowaniu rynku lokalnego fortepiany Ibach miały szansę przejścia na rynek holenderski, belgijski, francuski i hiszpański. Sensacyjnym dokonaniem była współpraca z czołowymi pianistami epoki przy opracowywaniu projektów obudów, co stworzyło możliwość tworzenia instrumentów zgodnych z duchem epoki. Właściciel fabryki starał się również nawiązać przyjacielskie stosunki z najlepszymi ówczesnymi kompozytorami – Richardem Wagnerem, Franzem Lisztem, Johannesem Brahmsem i wieloma innymi.
Po przedwczesnej śmierci Petera Adolpha Rudolfa Ibach, w 1892 roku, Hulda Ibach (z.d. Reyscher) jego żona, zarządzała firmą przez następne 12 lat, do czasu dorośnięcia synów. W tych wczesnych czasach przedsiębiorczości forma zarządzana przez kobietę była ewenementem. 
Około początków XX wieku, interesy rodziny Ibach przeżyły rozkwit. Rodzina była właścicielem fabryk w Barmen, Schwelm i Berlinie oraz sklepów i hal koncertowych w Kolonii, Düsseldorfie i Berlinie. Sponsorowała coroczne konkursy pianistyczne. 
Pierwsza wojna światowa zniszczyła przemysł fortepianowy. Firmie Ibach udało się jednak podjąć działania od nowa. Mimo powojennych trudności wytwórnia uzyskała międzynarodowe uznanie i nadal rozszerzała swoje działania. 
II wojna światowa zniszczyła fabryki, punkty sprzedaży, sale koncertowe, włącznie z salą Ibach w Düsseldorfie, archiwum i bogactwem kulturowym wytwórni. Produkcje rozpoczęto w nowej fabryce w Schwelm. Nowatorski program budowy pianin i fortepianów pozwolił firmie Ibach na odzyskanie reputacji.  
Dziś firma zarządzana jest przez Rolfa Ibacha, przeszkolonego pod okiem najlepszych konstruktorów fortepianów na świecie.